# 1809年哲學
1809年哲學事件  

## 著作
- 让-巴蒂斯特·拉马克 《動物哲學》
- 弗里德里希·谢林 《對人的自由本質的哲學探究（英语：Philosophical Inquiries into the Essence of Human Freedom）》

## 出生
- 1月4日 - 路易·布莱叶 ，死於1852年。
- 1月15日 - 皮埃爾-約瑟夫·普魯東，法國哲學家、社會學家和經濟學家，死於1865年。
- 2月12日 - 查尔斯·达尔文 英語博物學、地質學和生物學家，死於1882年。
- 5月6日 – 胡安·多諾索·科爾特斯（英语：Juan Donoso Cortés），西班牙作家、政治理論家和外交家死於1853年。
- 6月29日 - 西安娜·瓦謝羅特（英语：Étienne Vacherot），法國哲學家和政治家，死於1897年。
- 7月1日 - 安東尼奧·塔里（義大利語：Antonio Tari），意大利哲學家、作家、音樂評論家，死於1884年。
- 7月29日 – 西安娜·瓦謝羅特（英语：Étienne Vacherot），法國學者和哲學家，死於1897年。
- 8月29日 - 老奥利弗·温德尔·霍姆斯 美國醫師、教授講師和作家，死於1894年。
- 9月6日 - 布鲁诺·鲍威尔 ，死於1882年。
- 9月6日 – 布鲁诺·鲍威尔，德國哲學家及歷史學家，死於1882年。[1][2][3][4]
- 10月9日 – 阿道夫·弗蘭克（法语：Adolphe Franck），法國法學家和哲學家，死於1893年。
- 安東尼奧·卡特拉·萊特里（義大利語：Antonio Catara Lettieri），意大利哲學家，死於1884年。

## 死亡
- 6月8日 - 托马斯·潘恩 ，生於1737年。
- 1月6日 – 約翰·奧古斯埃伯哈德（英语：Johann Augustus Eberhard），德國神學家和哲學家，生於1739年。
- 2月3日 – 戈特菲爾·塞繆爾·斯坦巴特（德语：Gotthelf Samuel Steinbart），德國神學家、教育家和哲學家，生於1738年。
- 6月8日 – 托马斯·潘恩， 英格兰知识分子、理想主義者，生於1737年。
- 8月30日 - 羅瑪·伊格納奇·波托茨基（英语：Roman Ignacy Potocki），波蘭哲學家，生於1750年。
- 9月24日 – 奥古斯特·路德維格·胥尔森（英语：August Ludwig Hülsen），德國哲學家，生於1765年。
- 12月21日 – 蒂貝柳斯·卡瓦洛（英语：Tiberius Cavallo），意大利物理學家和自然哲學家，生於1749年。